# داگان یوزوری
داگان یوزوری (عبری: דגן יבזורי‎؛ زادهٔ ۱۵ اکتبر ۱۹۸۵) بازیکن بسکتبال اهل اسرائیل است. او همچنین برای تیم ملی اسرائیل در سطح بین‌المللی بازی می‌کند. داگان با قد ۱٫۹۳ (۶ فوت ۴ اینچ) یکی از بهترین بازیکنان در لیگ اسرائیل محسوب می‌شود.